# Bolondvadászat
A Bolondvadászat a  magyar Hobo Blues Band blueszenekar huszonegyedik nagylemeze, amely a 2008. január 16-ai színházi bemutató teljes zenei anyaga. Az album az 1984-ben megjelent Vadászat című albumra épül, tehát ez is két CD-ből áll, de új számok is hallhatók rajta. A lemez könyv formájában is megjelent.

## Számok

### CD-1
1. A vadászok gyülekezője – 3:22
2. Kinek előbb keres odút a feje – 0:33
3. Hajtók dala – 3:29
4. Mesél az erdő – 7:02
5. Kerítés mögött fegyveresek – 0:28
6. Fut a nyúl a mezőn – 3:53
7. A királyfi vágtat a réten – 1:22
8. A vadállatok össztánca – 3:12
9. Ott fogsz majd sírni – 2:52
10. Ki még leány s rajtam kacag – 0:20
11. A fattyú reménytelen szerelme és halála – 3:24
12. Pisztráng dal – 1:59
13. A remete története – 2:00
14. Száműzött lovag – 2:37
15. Gyáva bohóc – 6:05
16. Ballada a senki fiáról – 5:39
17. A vadászok kara – 2:24
18. A pofátlan pojáca könnyfacsaró ajánlkozása az utókornak- 4:41

### CD-2
1. Szelep szerep – 1:04
2. Halál a medvére – 5:11
3. Farkashajsza – 3:29
4. Az üldözés – 2:03
5. Vakon és süketen – 1:16
6. Zöld sárga, zöld sárga – 2:59
7. A vadászok bevonulása – 5:12
8. A zsákmány terítéken – 3:45
9. Ha papnak csak a szája jár – 1:21
10. Triptichon I. A háziállatok himnusza, II. Lakoma – 2:29
11. A vendégsereg tánca – 3:59
12. Orgia – 9:55
13. A bolond levele – 2:38
14. A vadászok kivonulása – 5:41
15. Adjatok a kutyáknak húst – 4:37
16. Védj meg a gonosztól – 4:42
17. A jövő záloga, azaz a vadászat alapelvei – 0:58
18. A farkasok dala (Bónusz) – 2:19
19. A kutyák dala (Bónusz) – 1:37
20. Semmi szükség már bolondra (Bónusz) – 0:25
21. Ha pénzed van, ne verd dobra (Bónusz) – 0:53
22. Élveztek ők, sikoltozásig (Bónusz) – 0:21
23. Szolgál a rongy bölcs (Bónusz) – 0:55

## Közreműködők
- Gyenge Lajos – dob
- Földes László – ének
- Hárs Viktor – basszusgitár, nagybőgő, vokál
- Fehér Géza – gitár
- Nagy Szabolcs – billentyűs hangszerek
- Kiss Tibor – ének (Mesél az erdő)